# PCB
Polychlorinated biphenyl (PCB, số CAS là 1336-36-3) là một nhóm các hợp chất nhân tạo được sử dụng rộng rãi trong quá khứ, chủ yếu trong các thiết bị điện nhưng chúng đã bị cấm vào cuối những năm 1970 ở nhiều nước bởi những nguy cơ gây hại cho môi trường và sức khỏe. Tuy nhiên, PCB là những hợp chất rất bền vững, hiện nay chúng vẫn còn tồn tại trong môi trường. Có khoảng 130 trong 209 loại phân tử PCB từng được sử dụng trong mục đích thương mại.

## Ảnh hưởng tới Sức khỏe của PCBs
PCBs đã được chứng minh gây ra một loạt các hiệu ứng có hại cho sức khỏe. PCBs đã được chứng minh là gây ra ung thư ở động vật. PCBs cũng đã được chứng minh là gây ra một số ảnh hưởng sức khỏe nghiêm trọng không ung thư ở động vật, bao gồm cả các hiệu ứng trên hệ thống miễn dịch, hệ thống sinh sản, hệ thống thần kinh, hệ nội tiết và ảnh hưởng sức khỏe khác. Các nghiên cứu ở người cung cấp bằng chứng hỗ trợ cho các hiệu ứng tiềm năng gây ung thư và không gây ung thư của PCBs. Sự ảnh hưởng của PCBs khác nhau có thể liên hệ với nhau, như thay đổi trong một hệ thống có thể có ý nghĩa quan trọng cho các hệ thống khác của cơ thể. Các ảnh hưởng sức khỏe tiềm năng của PCB tiếp xúc được thảo luận chi tiết hơn dưới đây.

### Tích tụ qua chuỗi thức ăn
PCBs không có khuynh hướng bay hơi hay hoà tan trong nước. Tuy nhiên, chúng hoà tan được trong chất béo và các chất tương tự. Đó cũng là lý do giải thích vì sao PCBs có thể hình thành trong mỡ động vật và tích tụ qua chuỗi thức ăn. Do đó, con người cũng có thể tích PCBs từ thức ăn mà họ ăn.

### Ung thư
EPA sử dụng một cách tiếp cận trọng lượng của bằng chứng trong việc đánh giá chất gây ung thư tiềm năng của các chất gây ô nhiễm môi trường. Cách tiếp cận của EPA cho phép đánh giá của cơ sở dữ liệu gây ung thư hoàn chỉnh, và cho phép các kết quả của nghiên cứu cá nhân để được xem trong bối cảnh của tất cả các nghiên cứu có sẵn khác. Các nghiên cứu trên động vật cung cấp bằng chứng để kết luận rằng PCBs gây ra ung thư. Các nghiên cứu ở con người nâng cao hơn nữa mối quan tâm liên quan đến chất gây ung thư tiềm năng của PCBs. Nhìn chung, các dữ liệu mạnh mẽ cho thấy rằng PCBs có thể xảy ra của con người chất gây ung thư.
PCBs là một trong những chất gây ô nhiễm môi trường nghiên cứu rộng rãi nhất, và nhiều nghiên cứu ở động vật và quần thể người đã được thực hiện để đánh giá chất gây ung thư tiềm năng của PCBs. EPA đánh giá đầu tiên của PCB gây ung thư được hoàn thành vào năm 1987. Vào thời điểm đó, dữ liệu được giới hạn Aroclor 1260. Trong năm 1996, sự chỉ đạo của Quốc hội, EPA hoàn thành một đánh giá lại các PCB gây ung thư, có tiêu đề "PCBs: Liều lượng, đáp ứng ung thư đánh giá và ứng dụng hỗn hợp môi trường" (PDF) (83 trang, 197K) Ngoài Aroclor 1260, nghiên cứu mới cung cấp dữ liệu trên Aroclors 1016, 1242, và 1254. Đánh giá lại bệnh ung thư của EPA phản ánh cam kết của Cơ quan đến việc sử dụng của khoa học tốt nhất trong việc đánh giá ảnh hưởng sức khỏe của PCBs. Đánh giá lại bệnh ung thư của EPA là phản biện chuyên gia của 15 chuyên gia về PCBs, bao gồm các nhà khoa học từ các học viện, chính phủ và ngành công nghiệp. Peer tổng quan đồng ý với kết luận của EPA PCB là có thể xảy ra của con người chất gây ung thư.
Có bằng chứng rõ ràng rằng PCBs gây ra ung thư ở động vật. EPA xem xét tất cả các tài liệu có sẵn trên các chất gây ung thư của PCBs trên động vật như là một bước quan trọng đầu tiên trong đánh giá lại ung thư. Một nhà khoa học ngành công nghiệp nhận xét rằng "tất cả các nghiên cứu đáng kể đã được xem xét bằng và được đại diện trong tài liệu". Văn học trình bày những bằng chứng quá PCBs gây ra ung thư ở động vật. Peer-một ngành công nghiệp tài trợ xem xét chuột nghiên cứu, mô tả như là "nghiên cứu tiêu chuẩn vàng" của một nhà phê bình đồng đẳng, chứng minh rằng tất cả các hỗn hợp PCB thương mại thử nghiệm gây ra ung thư. Các nghiên cứu mới xem xét trong đánh giá lại PCB cho phép EPA để phát triển tiềm năng ước tính chính xác hơn so với trước đây có sẵn cho PCBs. Việc đánh giá được cung cấp EPA với đầy đủ thông tin để phát triển một loạt các ước tính tiềm năng cho các hỗn hợp PCB khác nhau, dựa trên tỷ lệ mắc ung thư gan và xem xét tính di động của PCBs trong môi trường.
Việc đánh giá kết quả một ước tính tiềm năng giảm nhẹ ung thư tương đối Aroclor 1260 ước tính năm 1987 do việc sử dụng các thông tin đáp ứng liều bổ sung cho hỗn hợp PCB và cải tiến trong kỹ thuật đánh giá rủi ro (ví dụ, sử dụng của một nhân rộng động vật sang người khác nhau yếu tố cho liều). Việc đánh giá kết luận rằng các loại PCBs được bioaccumulated cá và bị ràng buộc vào trầm tích là hỗn hợp PCB gây ung thư nhất.
Ngoài ra các nghiên cứu trên động vật, một số nghiên cứu dịch tễ học của công nhân tiếp xúc với PCBs đã được thực hiện. Kết quả nghiên cứu con người nâng cao mối quan tâm đối với chất gây ung thư tiềm năng của PCBs. Các nghiên cứu của công nhân PCB được tìm thấy sự gia tăng bệnh ung thư gan hiếm gặp và u hắc tố ác tính. Sự hiện diện của bệnh ung thư trong cùng một cơ quan đích (gan) sau khi tiếp xúc với PCBs trên động vật và ở người và phát hiện ung thư gan và khối u ác tính trên nhiều nghiên cứu của con người tăng thêm trọng lượng để kết luận rằng PCB là chất có thể xảy gây ra ung thư của con người.
Một số nghiên cứu ở người đã không chứng minh mối liên quan giữa phơi nhiễm PCBs và bệnh tật. Tuy nhiên, nghiên cứu dịch tễ học chia sẻ những hạn chế phổ biến phương pháp có thể ảnh hưởng đến khả năng của họ để phân biệt ảnh hưởng đến sức khỏe quan trọng (hoặc xác định họ là có ý nghĩa thống kê) ngay cả khi họ có mặt. Thông thường, số lượng cá thể trong một nghiên cứu là quá nhỏ cho một hiệu ứng được tiết lộ, hoặc có những khó khăn trong việc xác định mức độ tiếp xúc thực tế, hoặc có nhiều yếu tố gây nhiễu (yếu tố có xu hướng xảy ra cùng với tiếp xúc với PCB, bao gồm cả hút thuốc, uống rượu, và tiếp xúc với hóa chất khác trong nơi làm việc). Nghiên cứu dịch tễ học có thể không thể phát hiện sự gia tăng nhỏ trong bệnh ung thư trên nền trừ khi tỷ lệ ung thư sau khi tiếp xúc với chất gây ô nhiễm là rất cao hoặc tiếp xúc với sản xuất một loại rất không bình thường của bệnh ung thư. Tuy nhiên, các nghiên cứu không chứng minh mối liên quan giữa tiếp xúc với PCBs và bệnh không nên được đặc trưng như nghiên cứu tiêu cực. Những nghiên cứu này là thích hợp nhất xem như không thể kết luận. Nghiên cứu hạn chế sản xuất phát hiện không thể kết luận ung thư ở người không có nghĩa là rằng PCBs an toàn.
Nó là rất quan trọng để lưu ý rằng các thành phần của hỗn hợp PCB thay đổi sau khi được thả vào môi trường. Các loại PCBs có xu hướng tích lũy trong cá và các loài động vật khác và liên kết với trầm tích xảy ra là các thành phần gây ung thư nhất của hỗn hợp PCB. Kết quả là, những người ăn cá bị ô nhiễm PCB hoặc các sản phẩm động vật khác và liên lạc với PCB bị ô nhiễm trầm tích có thể được tiếp xúc với hỗn hợp PCB mà thậm chí còn độc hơn hỗn hợp PCB liên lạc với công nhân và phát hành vào môi trường.
EPA của phản biện chuyên gia ung thư đánh giá lại kết luận rằng PCBs có thể xảy ra của con người chất gây ung thư. EPA là không đơn độc trong kết luận của nó về PCBs. Cơ quan Nghiên cứu Ung thư Quốc tế đã tuyên bố PCBs có thể gây ung thư cho con người. Chương trình Chất độc quốc gia đã tuyên bố rằng nó là hợp lý để kết luận rằng PCB là chất gây ung thư ở người. Viện Quốc gia về An toàn và Sức khỏe nghề nghiệp đã xác định rằng PCB là một chất gây ung thư tiềm năng nghề nghiệp.

### Bệnh ung thư
EPA đánh giá tất cả các dữ liệu có sẵn trong xác định khả năng gây độc noncarcinogenic chất gây ô nhiễm môi trường, bao gồm cả PCBs. Nghiên cứu mở rộng đã được tiến hành trên động vật, bao gồm cả động vật linh trưởng không phải sử dụng liều lượng môi trường có liên quan. EPA đã tìm thấy bằng chứng rõ ràng rằng PCBs có tác dụng đáng kể chất độc hại trong động vật, bao gồm tác động lên hệ miễn dịch, hệ thống sinh sản, hệ thống thần kinh và hệ thống nội tiết. Các quy định của cơ thể của tất cả các hệ thống này là phức tạp và liên quan đến nhau. Kết quả là, nó không phải là đáng ngạc nhiên rằng PCBs có thể gây nhiều tác hại nghiêm trọng bất lợi. Một cuộc thảo luận của ung thư không ảnh hưởng sức khỏe tiềm năng của PCBs được trình bày dưới đây.

### Ảnh hưởng đến hệ Miễn dịch
Các hệ thống miễn dịch là rất quan trọng cho các bệnh nhiễm trùng, và các bệnh của hệ thống miễn dịch có tác động rất nghiêm trọng tiềm năng đối với sức khỏe của con người và động vật. Các hiệu ứng miễn dịch của PCB tiếp xúc đã được nghiên cứu ở khỉ Rhesus và các động vật khác. Điều quan trọng là cần lưu ý rằng các hệ thống miễn dịch của khỉ Rhesus và con người là rất tương tự. Các nghiên cứu trên khỉ và các loài động vật khác đã tiết lộ một số ảnh hưởng nghiêm trọng đến hệ thống miễn dịch sau khi tiếp xúc với PCBs, bao gồm cả giảm đáng kể kích thước của tuyến ức (đó là quan trọng để hệ thống miễn dịch) trong con khỉ trẻ sơ sinh, giảm phản ứng của hệ thống miễn dịch sau một thách thức với các tế bào máu cừu màu đỏ (một xét nghiệm phòng thí nghiệm tiêu chuẩn để xác định khả năng của một con vật để gắn kết một phản ứng kháng thể kháng tiểu học và phát triển miễn dịch bảo vệ), và giảm sức đề kháng Epstein-Barr virus và nhiễm trùng khác trong PCB-tiếp xúc động vật. Cá nhân có các bệnh của hệ thống miễn dịch có thể dễ bị viêm phổi và nhiễm virus. Các nghiên cứu động vật không thể để xác định một mức độ tiếp xúc của PCB mà không gây ra tác dụng trên hệ thống miễn dịch.
Ở người, một nghiên cứu gần đây cho thấy rằng các cá nhân bị nhiễm vi rút Epstein-Barr có một hiệp hội lớn của phơi nhiễm với PCBs với nguy cơ ngày càng tăng của bệnh u lympho không Hodgkin hơn những người không có nhiễm trùng Epstein-Barr. Phát hiện này là phù hợp với sự gia tăng nhiễm virus Epstein Barr ở động vật tiếp xúc với PCBs. Kể từ khi PCBs ức chế hệ miễn dịch và ức chế hệ thống miễn dịch đã được chứng minh là một yếu tố nguy cơ u lympho không Hodgkin, đàn áp của hệ thống miễn dịch là một cơ chế có thể cho PCB gây ra ung thư. Hiệu ứng miễn dịch cũng được ghi nhận ở người đã có kinh nghiệm tiếp xúc với dầu gạo bị ô nhiễm với PCBs, dibenzofurans và dioxin.
Nhìn chung, các nghiên cứu ở động vật và con người cho thấy rằng PCBs có thể có ảnh hưởng nghiêm trọng tiềm năng trên các hệ thống miễn dịch của cá nhân bị phơi nhiễm.

### Ảnh hưởng đến Sinh sản
Ảnh hưởng sinh sản của PCBs đã được nghiên cứu trong một loạt các loài động vật, bao gồm khỉ Rhesus, chuột, chuột và chồn vizon. Khỉ Rhesus thường được coi là các loài trong phòng thí nghiệm tốt nhất để dự đoán các tác dụng phụ sinh sản ở người. Ảnh hưởng nghiêm trọng trên hệ thống sinh sản đã được nhìn thấy ở khỉ và một số loài động vật khác sau khi tiếp xúc với hỗn hợp PCB. Đáng kể nhất là, phơi nhiễm PCB được tìm thấy để giảm trọng lượng sơ sinh, tỷ lệ thụ thai và tỷ lệ sinh sống của loài khỉ và các loài khác và giảm số lượng tinh trùng ở chuột tiếp xúc với PCB. Ảnh hưởng ở khỉ lâu dài và đã được quan sát rất lâu sau khi dùng thuốc với PCBs xảy ra.
Các nghiên cứu về ảnh hưởng sinh sản cũng đã được thực hiện trong quần thể người tiếp xúc với PCBs. Trẻ em sinh ra phụ nữ đã làm việc với PCBs trong các nhà máy cho thấy trọng lượng sơ sinh giảm và giảm đáng kể trong tuổi thai với tiếp xúc ngày càng tăng với PCBs. Các nghiên cứu trong các quần thể cá được cho là có tiếp xúc cao với PCBs cũng đề nghị giảm tương tự. Điều này tác dụng tương tự được nhìn thấy trong nhiều loài động vật tiếp xúc với PCBs, và cho thấy ảnh hưởng sinh sản có thể là quan trọng trong con người sau khi tiếp xúc với PCBs.

### Ảnh hưởng đến Thần kinh
Phát triển thích hợp của hệ thống thần kinh là rất quan trọng cho việc học tập sớm và có thể có những tác động tiềm năng đáng kể cho sức khỏe của cá nhân trong suốt cuộc đời của mình. Ảnh hưởng của PCBs phát triển hệ thống thần kinh đã được nghiên cứu trên khỉ và một loạt các loài động vật khác. Khỉ sơ sinh tiếp xúc với PCBs cho thấy thâm hụt liên tục và đáng kể trong phát triển thần kinh, bao gồm cả bộ nhớ công nhận trực quan ngắn hạn, và học tập. Một số các nghiên cứu này được thực hiện bằng cách sử dụng các loại PCBs phổ biến nhất được tìm thấy trong sữa mẹ.
Các nghiên cứu ở người đã cho thấy hiệu ứng tương tự như những người quan sát thấy ở khỉ tiếp xúc với PCBs, bao gồm thâm hụt ngân sách học tập và thay đổi trong hoạt động liên quan đến tiếp xúc với PCBs. Sự tương tự trong các hiệu ứng quan sát thấy ở người và động vật cung cấp hỗ trợ bổ sung cho các hiệu ứng thần kinh tiềm năng của PCBs.

### Ảnh hưởng Nội tiết
Hiện đã có ý nghĩa thảo luận và nghiên cứu về ảnh hưởng của chất gây ô nhiễm môi trường trên hệ thống nội tiết ("phá vỡ nội tiết"). Trong khi ý nghĩa của sự rối loạn nội tiết là một vấn đề phổ biến rộng rãi ở người và động vật là một chủ đề nghiên cứu liên tục, các PCBs đã được chứng minh ảnh hưởng đến nồng độ hormone tuyến giáp ở động vật và con người. Nồng độ hormone tuyến giáp là quan trọng cho sự tăng trưởng và phát triển bình thường, và thay đổi nồng độ hormone tuyến giáp có thể có tác động đáng kể.
Nó đã được chứng minh rằng PCBs làm giảm nồng độ hormone tuyến giáp trong động vật gặm nhấm, và rằng những giảm đã dẫn đến thâm hụt ngân sách phát triển ở động vật, bao gồm cả thâm hụt trong buổi điều trần. Phơi nhiễm PCB cũng đã được kết hợp với những thay đổi nồng độ hormone tuyến giáp ở trẻ sơ sinh trong các nghiên cứu được tiến hành ở Hà Lan và Nhật Bản. Nghiên cứu bổ sung sẽ được yêu cầu để xác định tầm quan trọng của những hiệu ứng này trong dân số con người.

### Tác dụng khác không phải ung thư
Một loạt các bệnh khác không phải ung thư do ảnh hưởng của PCBs đã được báo cáo ở động vật và con người, bao gồm cả các hiệu ứng da và mắt ở khỉ và con người, và nhiễm độc gan ở loài gặm nhấm. Độ cao huyết áp, chất béo trung tính trong huyết thanh, và cholesterol trong huyết thanh cũng đã được báo cáo với tăng nồng độ huyết thanh của PCBs trong con người.

### Tóm lại
PCB đã được chứng minh là gây ung thư và một số ảnh hưởng sức khỏe nghiêm trọng không ung thư ở động vật, bao gồm tác động lên hệ miễn dịch, hệ thống sinh sản, hệ thống thần kinh, và hệ thống nội tiết. Các nghiên cứu ở người cung cấp bằng chứng hỗ trợ cho khả năng gây ung thư và không gây ung thư ảnh hưởng của PCBs. Sự ảnh hưởng của PCBs khác nhau có thể liên hệ với nhau, như thay đổi trong một hệ thống có thể có ý nghĩa quan trọng cho các hệ thống quản lý khác của cơ thể.